# 洛哈奇夫卡
49°55′12″N 36°21′32″E / 49.92000°N 36.35889°E
洛哈奇夫卡（烏克蘭語：Логачівка）是位於烏克蘭東部的村莊，由哈爾科夫州哈爾科夫區的羅漢市鎮負責管轄。該村始建於1964年，面積0.38平方公里，海拔高度148米，2001年人口512，人口密度每平方公里1,347.4人。